# Taxus globosa
Taxus globosa o tejo mexicano es un arbusto perennifolio y es una de las ocho especies de tejo. El tejo mexicano es una especie rara, solo se sabe que puede ser encontrado en un pequeño número de ubicaciones en México oriental, Guatemala, El Salvador y Honduras, y está listado como una especie en peligro. El tejo mexicano es un arbusto que crece a una altura mediana de 4.6 m. Tiene grandes agujas verde claro agudas, creciendo en rangos en cualquier lado de sus ramas.
Hay varios proyectos para la producción de paclitaxel (un agente antitumoral) por todo el mundo, pero el tejo mexicano no ha sido usado mucho en estudios debido a su baja producción de taxol (Bringi et al., 1995) en cultivos in vitro de células de la planta. Pocos investigadores centran su trabajo en esta especie, y el equipo puntero en el estudio de Taxus globosa S. es quizás el de Barradas en el Instituto Tecnológico de Veracruz.